# Cernik (Čavle)
Cernik (olaszul: Cernigo) falu Horvátországban, Tengermellék-Hegyvidék megyében. Közigazgatásilag Čavléhoz tartozik.

## Fekvése
Fiume központjától 4 km-re északkeletre, községközpontjától 1 km-re délkeletre, az A6-os autópálya mellett fekszik.

## Története
Cernik évszázadokig a grobniki uradalom része volt, melynek urai 1225 és 1566 között a Frangepánok, majd később a Zrínyiek voltak, akik 1671-ig voltak birtokosai. Ezután 1725-ig a császári kamara, 1766-ig a Perlas grófok, 1872-ig a Batthyányak, majd 1945-ig amikor államosították a Turn-Taxis család birtoka volt. A korabeli források szerint Cerniken már a 16. században állt egy kis kápolna, melyet Szent Bertalan apostol tiszteletére szenteltek és 1538-ban építettek. Erre egy glagolita írású kőtábla is emlékeztet, melyet még a régi kápolnában találtak. Az első írott forrás a kápolnáról az 1692-es egyházlátogatási jegyzőkönyv volt. A grobniki plébániához tartozott. Miután cerniket 1830-ban önálló plébánia rangjára emelték a hívek száma is megnőtt ezért a kápolnát bővíteni kellett volna. Végül a 19. század végén új templom építését határozták el. 1903 és 1906 között két tervet is kidolgoztak, s végül Juraj Chwalé építész terve mellett döntöttek. A neoreneszánsz plébániatemplom 1909-re épült fel.
A településnek 1857-ben 290, 1910-ben 491 lakosa volt. 1920 előtt Modrus-Fiume vármegye Sušaki járásához tartozott. 2011-ben 1380 lakosa volt.

## Lakosság
| Lakosság változása | Lakosság változása | Lakosság változása | Lakosság változása | Lakosság változása | Lakosság változása | Lakosság változása | Lakosság változása | Lakosság változása | Lakosság változása | Lakosság változása | Lakosság változása | Lakosság változása | Lakosság változása | Lakosság változása | Lakosság változása |
| ------------------ | ------------------ | ------------------ | ------------------ | ------------------ | ------------------ | ------------------ | ------------------ | ------------------ | ------------------ | ------------------ | ------------------ | ------------------ | ------------------ | ------------------ | ------------------ |
| 1857               | 1869               | 1880               | 1890               | 1900               | 1910               | 1921               | 1931               | 1948               | 1953               | 1961               | 1971               | 1981               | 1991               | 2001               | 2011               |
| 290                | 338                | 378                | 387                | 463                | 491                | 543                | 514                | 487                | 486                | 524                | 637                | 976                | 1206               | 1344               | 1380               |

## Nevezetességei
Szent Bertalan apostol tiszteletére szentelt plébániatemploma 1909-ben épült a korábbi kápolna helyén a település délnyugati részén. A templomot 1999-ben belülről teljesen felújították, ekkor állították a kertben a Lourdes-i Szűzanya szobrát.